# Burhan Sönmez
Burhan Sönmez (Ankara, 1965) és un escriptor, professor universitari de teoria literària i novel·la, i advocat turc. És especialista en drets humans, on va fundar l'organització d'activisme social i cultural TAKSAV, i va formar part de l'associació per als drets humans IHD. El 1996 un assalt policial durant una manifestació pacífica el va deixar greument ferit i es va haver d'exiliar a Londres, on va rebre tractament gràcies a l'ONG Freedom from Torture.
Com a escriptor, les seves obres, que arrelen en els contes i les llegendes orals, es poden llegir en una trentena de llengües. Ha publicat Kuzey i Masumlar, amb la qual va obtenir els premis Sedat Simavi i Izmir Saint Joseph, i Istanbul Istanbul, la seva primera obra traduïda al català. És membre fundador del Writers Circle PEN International. Ha rebut el premi Disturbing the Peace, atorgat per la Vaclav Havel Library Foundation, un reconeixement als escriptors perseguits per haver desafiat règims totalitaris.
El gener de 2021, fou una de les 50 personalitats que signar el manifest «Dialogue for Catalonia», promogut per Òmnium Cultural i publicat a The Washington Post i The Guardian, a favor de l'amnistia dels presos polítics catalans i del dret d'autodeterminació en el context del procés independentista català. Els signants lamentaren la judicialització del conflicte polític català i conclogueren que aquesta via, lluny de resoldre'l, l'agreuja: «ha comportat una repressió creixent i cap solució». Alhora, feren una crida al «diàleg sense condicions» de les parts «que permeti a la ciutadania de Catalunya decidir el seu futur polític» i exigiren la fi de la repressió i l'amnistia per als represaliats.

## Novel·les
- Kuzey (Miazănoapte) (2009)
- Masumlar (Păcate și inocenți) (2011)
- Istanbul Istanbul (2015) (traduïda al català per Edicions del Periscopi, 2018)
- Laberint (2018) (traduïda al català per Edicions del Periscopi, 2022)